# Ruth Beckermann
Ruth Beckermann, née en 1952 à Vienne, est une réalisatrice de documentaires et écrivaine autrichienne. Elle vit et travaille comme autrice et cinéaste indépendante à Vienne et en France.

## Biographie

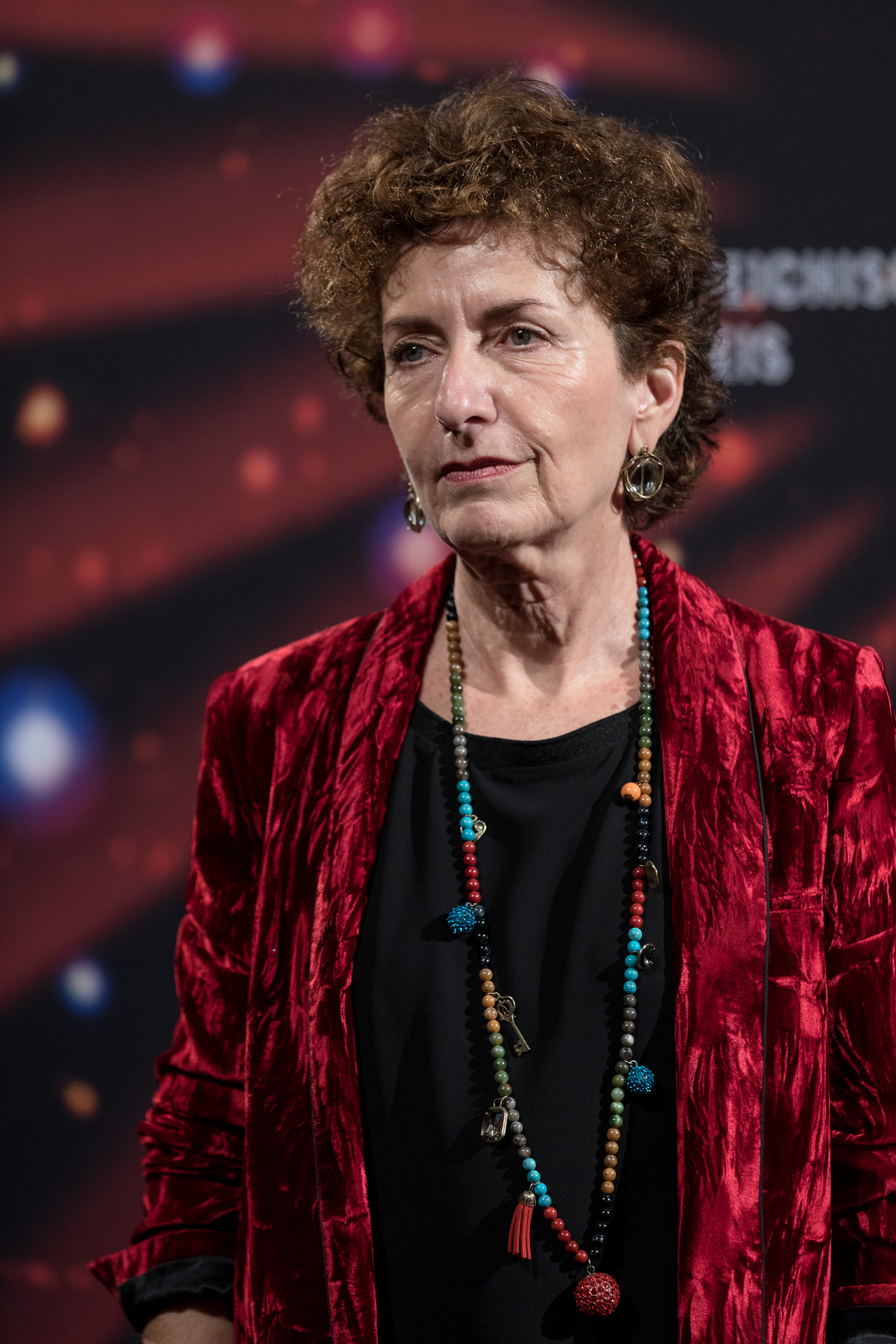
Ruth Beckermann en 2018.

Ruth Beckermann nait en 1952 à Vienne. Elle étudie le journalisme et l'histoire de l'art à Vienne et à Tel Aviv et obtient son doctorat en 1977. À New York, elle étudie la photographie à la School of Visual Arts et travaille comme rédactrice pour les magazines Die Weltwoche et Trend. En 1978, elle fonde avec Josef Aichholzer et Franz Grafl la société de distribution de films Filmladen, où elle travaille pendant sept ans.

### Carrière en tant que réalisatrice
En collaboration avec le Videogruppe Arena, elle réalise son premier film en 1977. Tourné en vidéo et en 16 mm, Arena Occupied documente l'occupation de l'ancien abattoir viennois Arena. Suivent deux courts métrages documentaires sur le thème du travail et des grèves: Auf amoi a Strich (1978) et Der Hammer steht auf der Wiese da draußen (1981), tournés en 16 mm. C'est à cette époque que Ruth Beckermann écrit également ses premiers livres.
En 1983, elle lance une trilogie cinématographique intitulée Le Retour de Vienne (Wien retour) co-réalisé avec Josef Aichholzer, dans laquelle elle explore l'identité juive en retraçant les connexions individuelles et collectives dans le quartier de Mazzesinsel grâce aux souvenirs de Franz West. Les autres films de la série sont Die papierene Brücke (1987) et Nach Jerusalem (1990), dans lesquels le voyage guide à la fois le fonds et la forme. Dans Jenseits des Krieges (1996), elle demande à d’anciens soldats de la Wehrmacht de raconter leur expérience de la guerre. Le film contribue non seulement à détruire le mythe de la Wehrmacht « décente » à la suite de l’exposition sur la Wehrmacht montrée à Vienne en 1995, mais met également en lumière la construction de l’histoire dans l’après-guerre.
Dans Ein flüchtiger Zug nach dem Orient (1999), Beckermann s'intéresse à Élisabeth, impératrice d'Autriche, une femme qui n'accepte pas la société corsetée. Beckermann crée là un mythe entre une Cendrillon de conte de fées et une marionnette dépressive de la monarchie. De l'été 1999 au printemps 2000, elle entreprend ensuite un « petit voyage jusqu'à sa porte » à Vienne, filmant entre autres le dernier commerçant juif de l'ancien quartier textile, un hôtelier iranien et le Café Salzgries avec ses habitués. homemad(e) est diffusé en 2001 et documente également les changements politiques et sociaux de l'Autriche qui ont accompagné la participation du FPÖ au gouvernement fédéral Schüssel I à partir de 1999.
Zorros Bar Mitzwa fait sa première dans le cadre du festival Viennale '06, où elle accompagne quatre enfants de douze ans préparant leur Bar Mitzvah. Elle présente American Passages au festival du film documentaire Cinéma du réel au Centre Georges-Pompidou à Paris en 2011.
En 2015, Ruth Beckermann monte en boucle 5 secondes d'un film muet retrouvé dans les archives autrichiennes dans l'installation L'Image manquante. Le film montre deux jeunes juifs viennois forcés de nettoyer le pavé sous les yeux de badauds en mars 1938, juste après l'Anschluss.
En 2016, Die Geträumten est sélectionné dans la section Forum de la 66e Berlinale. Un jeune homme (joué par Laurence Rupp, acteur de la troupe du Burgtheater de Vienne) et une jeune femme (interprétée par Anja Plaschg, connue sous le nom de scène Soap&skin) lisent des extraits des lettres d'amour qu'Ingeborg Bachmann et Paul Celan se sont écrites entre 1948 et 1970. Le film a été récompensé comme meilleur long métrage au festival autrichien la Diagonale en 2016. La même année, le Musée du cinéma autrichien consacre une rétrospective à l'ensemble de l'œuvre de Ruth Beckermann.
En février 2018, Waldheims Walzer célébre sa première lors du 68e Berlinale, dans la section Forum. Il reçoit le prix Glashütte-Original-Documentary Film Prize récompensant le meilleur film documentaire. Le film, composé d'images historiques de l'époque de l'élection présidentielle autrichienne de 1986 et de matériel tourné par Beckermann elle-même, est une analyse de « la mise en cause de l'ancien secrétaire général de l'ONU, Kurt Waldheim » (voir l'affaire Waldheim). Il traite des mensonges et de la vérité dans la société et la politique autrichiennes et des soi-disant « faits alternatifs ». Il pointe la manière dont la propagande antisémite et populiste a été utilisée avec succès lors d’une campagne électorale et montre les mécanismes de mobilisation de sentiments haineux.
Pour le film documentaire Favoriten (2024), Beckermann filme une classe d'enfants de sept à dix ans et leur enseignante dévouée pendant une période de trois ans dans une grande école du quartier viennois de Favoriten. Le film offre un aperçu des leçons et permet aux spectateurs de vivre de première main les aventures quotidiennes des enfants, leurs défis, leurs échecs et leurs succès.
Beckermann est cofondatrice du groupe d’intérêt des réalisateurs de documentaires autrichiens et en a été la présidente jusqu’en 2008. Elle a enseigné à l'Université de Salzbourg, à l'Université de l'Illinois à Chicago et à l'Université des Arts Appliqués de Vienne. À l'automne 2007, ses films sortent dans une compilation DVD. Elle vit et travaille comme autrice et cinéaste indépendante à Vienne et en France.
En 2019, elle rejoint l'Académie des arts et des sciences du cinéma, qui décerne l'Oscar.

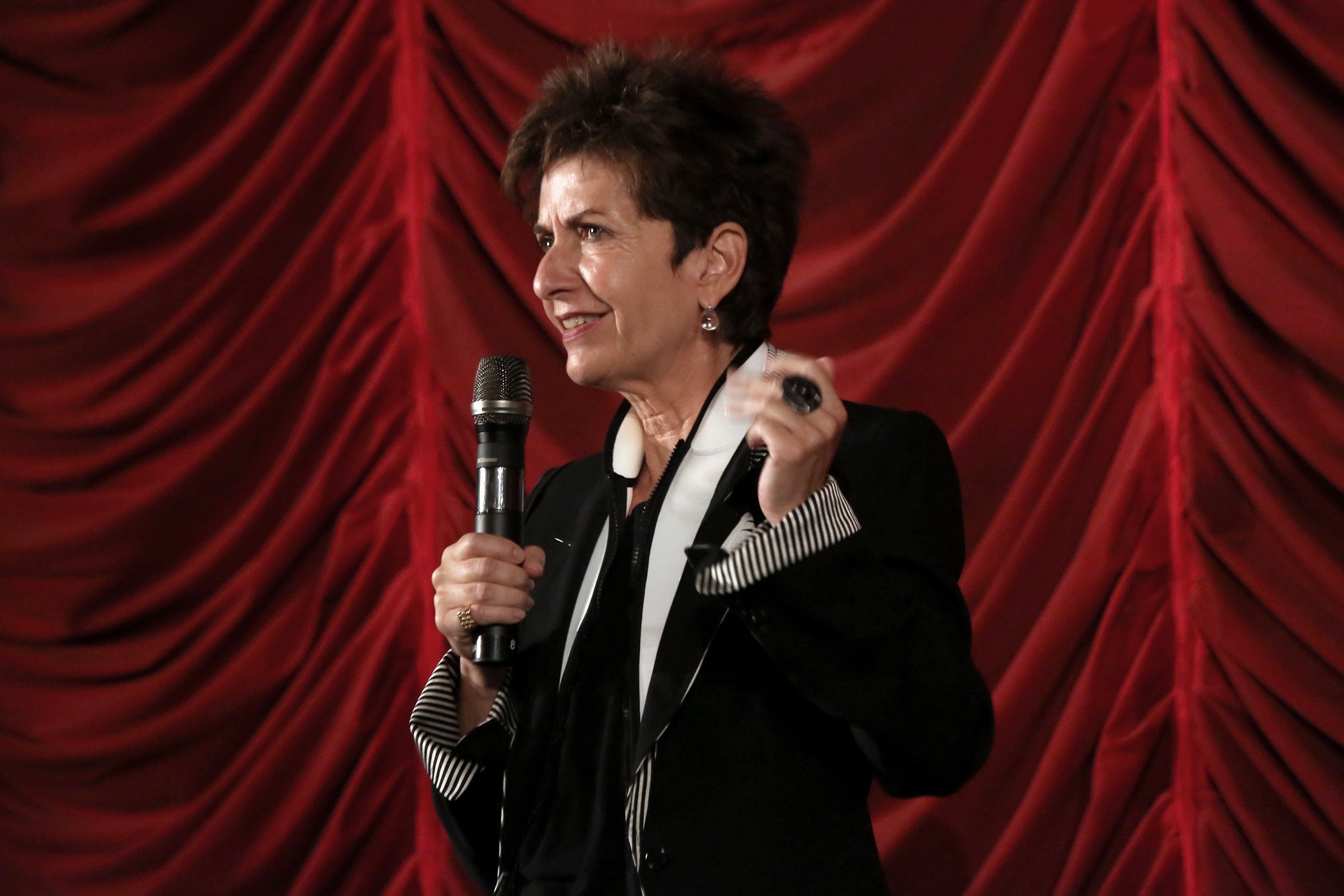
Ruth Beckermann à la première de Ceux qui partent, ceux qui restent (Viennale 2013).

## Filmographie

### Vidéos et courts métrages
- 1977 : Arène occupée (réalisation avec Josef Aichholzer et Franz Grafl, 75 min)
- 1978 : En grève (avec Josef Aichholzer, 24 min)
- 1981 : Le marteau est sur le pré là-bas (avec Josef Aichholzer, Michael Stejskal, 40 min)
- 1985 : Le Hérisson (avec les étudiants de l'Atelier d'histoire de Salzbourg, 37 min) avec Leni Egger, Resi Pesendorfer, Maria Plieseis
- 2006 : Mozart Enigma (contribution à l'Année Mozart à Vienne ; 1 min)

### Longs métrages et documentaires
- 1983 : Le Retour de Vienne (avec Josef Aichholzer ; documentaire, 91 min)
- 1987 : Le Pont de papier (documentaire, 91 min)
- 1990 : Vers Jérusalem (documentaire, 84 min)
- 1996 : Au-delà de la guerre (documentaire, 112 min)
- 1999 : Un train fugace vers l'Orient (avec Josef Aichholzer ; documentaire, 82 min)
- 2001 : Homemad(e) (également scénario ; long métrage, 85 min)
- 2006 : La Bar Mitzvah de Zorro (documentaire, 90 min)
- 2011 : Passages américains (documentaire, 121 min)
- 2013 : Ceux qui partent, ceux qui restent (documentaire, 75 min)
- 2016 : Rêveurs rêvés (Allemand: Die Geträumten; Anglais : The Dreamed Ones, film/documentaire expérimental, 89 min)
- 2018 : La Valse de Waldheim (documentaire, 93 min)
- 2022 : Mutzenbacher (film sous forme documentaire, 100 min)
- 2024 : Favoriten (documentaire, 118 min)

### Installations
En 2003, elle crée europamemoria, une installation vidéo, montrée à Graz (2003), Vienne (2005) et Paris (2006).
En 2015, elle installe l'oeuvre L'Image manquante à Vienne sur l'Albertinaplatz.
En 2019, elle conçoit l’installation multimédia Joyful Joyce en collaboration avec Anja Plaschg pour la création sonore dans le cadre du festival de Salzbourg.

## Publications
- Die Mazzesinsel: Juden in der Wiener Leopoldstadt; 1918 - 1938, Löcker, 1992 (ISBN 978-3-85409-068-7).
- Ruth Beckermann, Unzugehörig: Österreicher und Juden nach 1945, Löcker, 2005 (ISBN 978-3-85409-434-0).
- Ohne Untertitel: Fragmente einer Geschichte des österreichischen Kinos, Sonderzahl, 1996 (ISBN 978-3-85449-090-6).
- Ruth Beckermann, Jenseits des Krieges: ehemalige Wehrmachtssoldaten erinnern sich, Döcker, 1998 (ISBN 978-3-85115-255-5).
- <Christa Blümlinger, europamemoria: Ausstellungskatalog, Czernin/Bugrim, 2003 (ISBN 978-3-7076-0169-5).

## Prix et récompenses
- 1996: Wiener Filmpreis, Viennale, für Jenseits des Krieges[14].
- 1996: Prix des bibliothèques de France für Jenseits des Krieges[15].
- 2000: Prix Manès-Sperber[16].
- 2001: Booz, Allen & Hamilton-Preis, Diagonale (Graz) für homemad(e)[17].
- 2015: Croix d'honneur autrichienne pour la science et l'art (Österreichischer Ehrenkreuz für Wissenschaft und Kunst)[18].
- .2016: SCAM International Award, Cinéma du Réel (Paris) für Die Geträumten[19].
- 2016: Best Austrian Feature Film, Diagonale (Graz) für Die Geträumten[20].
- 2019: Jury Prize, Atlanta Jewish Film Festival pour La Valse de Waldheim[21].
- 2022: Berlinale Encounters – Meilleur Film pour Mutzenbacher[22].
- 2024: Viennale: Prix spécial du jury pour Favoriten; Prix Viennois du cinéma[14].
- 2024: Prix Axel Corti[23].

## Documentation
- Christoph Ransmayr : Deux empereurs et pas d'empire. Après-midi avec Ruth Beckermann dans la rue Marc-Aurel à Vienne, dans : Frankfurter Allgemeine Zeitung , 10 décembre 2016, p. 18.
- Alexander Horwath, Michael Omasta (éd.) : Ruth Beckermann . Filmmuseum Synema Publications No. 29, Vienne 2016,  (ISBN 978-3-901644-68-9).